# Sampling (fysik)
För andra betydelser, se Sampling.
Sampling (engelska, av sample ”sampla”, ”samla in mätdata”, ytterst av latin exemplum ”exempel”) har i svenska språket fått betydelsen av att ta mätprov, det vill säga insamling av fysikaliska mätdata eller upptagandet av de samma. 
Inom digitalisering av analoga signaler och digital signalbehandling är sampling detsamma som mätning av en elektrisk signal vid diskreta tidpunkter, och som föregår analog-till-digitalomvandling (kvantisering). De mätdata man då erhåller kallas sampel. I den kontexten samplar man med bestämda tidsintervall, den så kallade samplingsfrekvensen. En enhet som samplar en signal kallas för en sampler, särskilt inom ljudtekniken. 